# Terminal Intermodal Porta Nuova
O Terminal Intermodal Porta Nuova, ou Estação Porta Nuova, é um intercambiador de transportes de Turim em que confluem a linha 1 do metrô, diversas linhas de ônibus e bondes e serviços ferroviários diversos. Localiza-se no centro da cidade.

## Estação ferroviária
A Estação Torino Porta Nuova é a principal da região, sendo a terceira mais movimentada da Itália.

### História
A Porta Nova, de onde a estação herda o nome, foi um portão de entrada na cidade construído em 1620, necessário devido à expansão do município à região então chamada "Cidade Nova".
Nos anos 1860, foi construída na região uma estação ferroviária, aberta ao tráfego em 1864. Sofreu diversas ampliações com o passar das décadas até ser parcialmente destruída pelos bombardeios da Segunda Guerra Mundial; recebeu então uma expansão subterrânea, a ligando com a vizinha praça Carlo Felice.
Em 2005, para os jogos olímpicos de inverno que ocorreram no ano seguinte, foi restaurada, em obras que se estenderam por anos, sendo encerradas em 2009. Em 2007, passou a ser integrada com o sistema metroviário da região, com a inauguração de sua estação homônima.
Em 2016, ganhou um estacionamento subterrâneo, e, no ano seguinte, foram inauguradas suas novas 20 plataformas. Em 2021, iniciaram as operações de seu bicicletário.

### Serviços ferroviários
Na estação, prestam serviços as estatais Trenitalia e SNCF, além dos trens de alta velocidade da empresa Italo, com serviços metropolitanos, regionais, de longo percurso, de alta velocidade e internacionais para a França.
Recebe cerca de 350 trens diários, que atendem aos 192 mil passageiros que passam todos os dias por ela.

### Amenidades
Estão presentes na estação diversos restaurantes, lojas e serviços governamentais (como uma sede de atendimento ao cliente do GTT, operadora do transporte público local), além de sanitários pagos e bilheterias.

## Estação metroviária

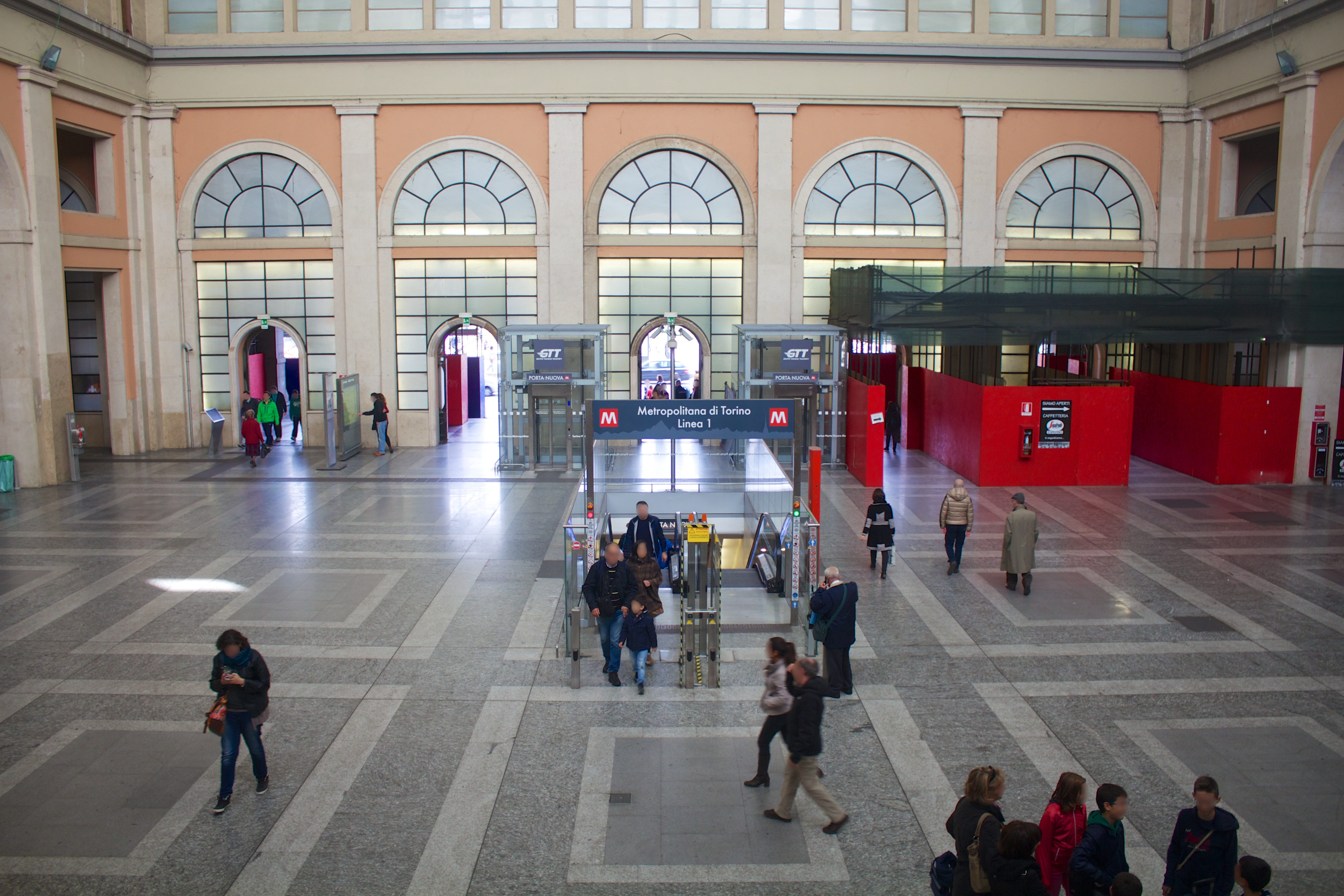
Acesso da estação do metrô, no saguão principal da estação ferroviária

A estação Porta Nuova, da linha 1 do metrô de Turim, é subterrânea e ligada diretamente ao saguão de entrada de sua homônima ferroviária. Foi inaugurada em 2007, como terminal do primeiro prolongamento da linha a partir de XVIII Dicembre, perdendo este posto a Lingotto, quando de sua inauguração em 2011.
Foi construída e é operada pelo GTT, Gruppo Torinese Trasporti.
Conta com escadas rolantes, bloqueios acessíveis, bilheteria automática e elevadores, além de painéis de estimativa de chegada do próximo trem.
Também possui telas com as chegadas e partidas da estação ferroviária, próximas ao acesso a esta estação.